# Eutelia plusioides
Eutelia plusioides är en fjärilsart som beskrevs av Walker 1862. Eutelia plusioides ingår i släktet Eutelia och familjen nattflyn. Inga underarter finns listade i Catalogue of Life.